# Vuelo 587 de American Airlines
El vuelo 587 de American Airlines fue un vuelo internacional regular de pasajeros desde el Aeropuerto Internacional John F. Kennedy de la ciudad de Nueva York hasta el Aeropuerto Internacional Las Américas de Santo Domingo, República Dominicana. El 12 de noviembre de 2001, el Airbus A300B4-605R que realizaba la ruta se estrelló en el barrio de Belle Harbor, en la península Rockaway de Queens, Nueva York, poco después del despegue, causando la muerte de las 260 personas a bordo (251 pasajeros y nueve tripulantes), así como de cinco personas en tierra. Es el segundo accidente de aviación más mortal ocurrido en los Estados Unidos, después del accidente del vuelo 191 de American Airlines en 1979,y el segundo incidente de aviación más mortal con un Airbus A300, después del vuelo 655 de Iran Air.
La ubicación del accidente, y el hecho de que ocurriera tan solo dos meses después de los atentados del 11 de septiembre de 2001 contra el World Trade Center, en las cercanías de Manhattan, generó inicialmente temores de otro ataque terrorista. Sin embargo, la Junta Nacional de Seguridad en el Transporte (NTSB) atribuyó el desastre al uso excesivo de los controles del timón por parte del copiloto en respuesta a la turbulencia de estela de un Boeing 747-400 de Japan Airlines que lo precedía y que despegó minutos antes. Según la NTSB, el uso agresivo de los controles del timón por parte del copiloto forzó el estabilizador vertical hasta que se separó de la aeronave. Los dos motores del avión también se separaron de la aeronave antes del impacto debido a las intensas fuerzas.
Fue el desastre aéreo más grave de 2001 (los atentados del 11 de septiembre de aquel año no se consideran un accidente aéreo por ser un acto deliberado). Fue el accidente más grave del siglo XXI hasta el accidente del Ilyushin II-76MD de la Fuerza Aérea de Irán en 2014. En términos generales, fue el segundo desastre aéreo más grave del año después del 9/11.

## Descripción

### Aeronave
La aeronave accidentada, con matrícula N14053, era un Airbus A300 B4-605R, entregado nuevo a American Airlines el 12 de julio de 1988. Su vuelo inaugural tuvo lugar el 9 de diciembre de 1987, siendo el primer A300-600 modelo "R" construido. El día del accidente, se encontraba en una configuración de dos clases con espacio para 251 pasajeros, y todos los asientos estaban ocupados: 16 en clase ejecutiva y 235 en clase económica.: 412, 414 El avión estaba propulsado por dos motores General Electric CF6-80C2A5.

### Tripulación
A bordo se encontraban nueve miembros de la tripulación, incluido el capitán Edward States,de 42 años, que era el piloto que supervisaba y realizaba las comunicaciones por radio, y el primer oficial Sten Molin,de 34 años, que era el piloto a los mandos.

## Accidente

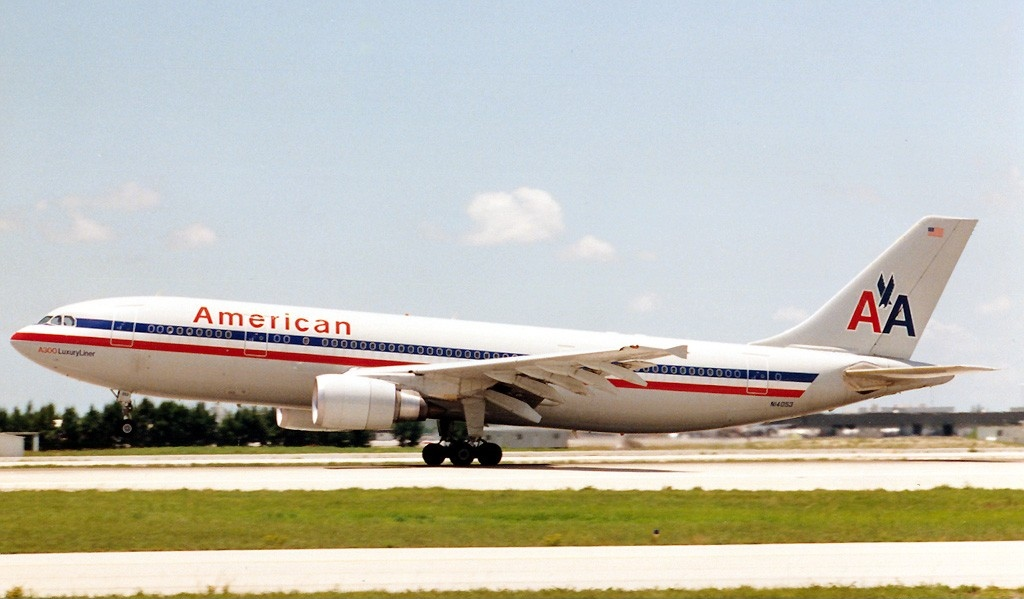
N14053, la aeronave involucrada en el accidente, saliendo desde el Aeropuerto Internacional de Miami en 1989.

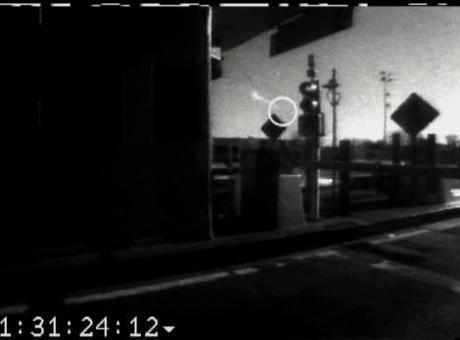
El vuelo 587, con un círculo en blanco, se puede ver en esta foto moviéndose hacia abajo con una raya blanca detrás del avión. La imagen es una captura de un video publicado por la NTSB, que fue grabado por una cámara ubicada en un puente cercano.

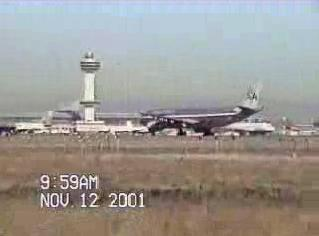
El vuelo accidentado, el avión se dirige a la pista 31L a las 8:59 a. m., momentos antes del despegue (la marca de tiempo que se muestra en la imagen no es la hora del día real, no se ajustó para la hora estándar).

Dos meses después de los atentados del 11 de septiembre de 2001, la seguridad aérea en Estados Unidos había cambiado bastante. El 12 de noviembre de 2001, la tripulación del vuelo 587 de American Airlines se preparaba para un vuelo de 3 horas y media a Santo Domingo, República Dominicana. El avión era un Airbus A300B4-605R, con 13 años y 9 meses de servicio con American Airlines. 
A las 9:11, la aeronave rodó hacia la pista 31L detrás de un Boeing 747-400 de Japan Airlines (JAL) (vuelo 47 de JAL) que se preparaba para despegar. El vuelo de JAL recibió autorización para despegar a las 9:11:08 a. m. EST. A las 9:11:36, el controlador de torre advirtió al vuelo 587 sobre la posible turbulencia de estela del 747 que lo precedía.: 2 
A las 9:13:28, el A300 recibió autorización para despegar y abandonó la pista a las 9:14:29, aproximadamente un minuto y 40 segundos después de la salida del vuelo de JAL. La aeronave ascendió a una altitud de 500 pies (152 m) y luego inició un viraje ascendente a la izquierda hasta un rumbo de 220°. A las 9:15:00, el capitán hizo contacto inicial con el controlador de salida, informándole de que el avión estaba a 1300 pies (396 m) y ascendía a 5000 pies (1524 m). El controlador instruyó a la aeronave para que ascendiera y mantuviera los 13 000 pies (3962 m).: 3 El registrador de datos de vuelo (FDR) mostró que los eventos que provocaron el accidente comenzaron cuando la aeronave se topó con la estela turbulenta del vuelo de JAL que la precedía a las 9:15:36. En respuesta a la turbulencia, Molin movió el timón de dirección de derecha a izquierda y viceversa en rápida sucesión desde las 9:15:52, provocando un deslizamiento lateral hasta que la fuerza lateral provocó la falla de las orejetas de material compuesto que sujetaban el estabilizador vertical a las 9:15:58.: xi, 135 El estabilizador se separó del avión y cayó en la bahía de Jamaica, aproximadamente a 1 milla (1,6 km) al norte del lugar principal del accidente.
La aeronave se inclinó hacia abajo tras la pérdida del estabilizador. Mientras los pilotos luchaban por controlar la aeronave, esta entró en barrena plana. Las cargas aerodinámicas resultantes desprendieron ambos motores de la aeronave, que cayeron varias manzanas al norte y al este del lugar principal del accidente, causando daños menores a una gasolinera y daños importantes a una vivienda y una embarcación. La pérdida de motores dejó sin alimentación al FDR a las 9:16:01, mientras que la grabadora de voz de cabina (CVR), utilizando un bus de emergencia, se detuvo a las 9:16:14.8 al impactar contra el suelo. A las 9:16:04, sonó la alarma de entrada en pérdida en la CVR.: 195 Las últimas palabras registradas fueron las de Molin diciendo: "¿En qué diablos nos hemos metido? Estamos atrapados en esto" (9:16:07) y States respondiendo "Sal de esto, sal de esto".El avión se estrelló contra el suelo en Newport Avenue y Beach 131st Street.: 48–50 Las 260 personas que iban a bordo, así como 5 transeúntes que estaban en tierra, fallecieron instantáneamente por el impacto violento del avión.
| Nacionalidad         | Pasajeros | Tripulación | Tierra | Total |
| -------------------- | --------- | ----------- | ------ | ----- |
| Estados Unidos       | 157       | 9           | 5      | 171   |
| República Dominicana | 68        | 0           | 0      | 68    |
| Indonesia            | 5         | 0           | 0      | 5     |
| Taiwán               | 3         | 0           | 0      | 3     |
| Australia            | 2         | 0           | 0      | 2     |
| Brasil               | 2         | 0           | 0      | 2     |
| Canadá               | 2         | 0           | 0      | 2     |
| Francia              | 2         | 0           | 0      | 2     |
| Alemania             | 1         | 0           | 0      | 1     |
| Armenia              | 1         | 0           | 0      | 1     |
| Haití                | 1         | 0           | 0      | 1     |
| Israel               | 1         | 0           | 0      | 1     |
| Italia               | 1         | 0           | 0      | 1     |
| Japón                | 1         | 0           | 0      | 1     |
| México               | 1         | 0           | 0      | 1     |
| Países Bajos         | 1         | 0           | 0      | 1     |
| Reino Unido          | 1         | 0           | 0      | 1     |
| Suiza                | 1         | 0           | 0      | 1     |
| Total                | 251       | 9           | 5      | 265   |

## Investigación
Más de tres años después de la investigación del accidente del vuelo 587 de American Airlines, la NTSB publicó el informe final el 26 de octubre de 2004 y concluyó que la causa probable de este accidente fue:

La separación del estabilizador vertical en vuelo como resultado de cargas superiores al diseño máximo, generadas por las presiones innecesarias y excesivas del pedal del timón por parte del copiloto. A estas presiones contribuyeron las características del diseño del sistema de timón del Airbus A300-600 y elementos del Programa de Maniobras Avanzadas de Aeronaves (AAMP) de American Airlines.: 160 

Desde el informe final de la NTSB, American Airlines ha modificado su programa de entrenamiento de pilotos.
American Airlines había entrenado a todos los pilotos de los A300 a maniobrar agresivamente los pedales de timón. Esto provocó que ocurriera una disputa entre American Airlines y el fabricante del avión (Airbus Industries) que informó que antes del accidente le había enviado una comunicación a la compañía propietaria del avión advirtiendo que no abusaran de los controles de pedales de timón de los A300, pero American Airlines informó que la comunicación había llegado después del accidente. Mientras ocurría esta disputa sobre la responsabilidad del incidente a base de cruce de acusaciones, se presentaron demandas millonarias por parte de los familiares de las víctimas hacia American Airlines.

## Monumento conmemorativo

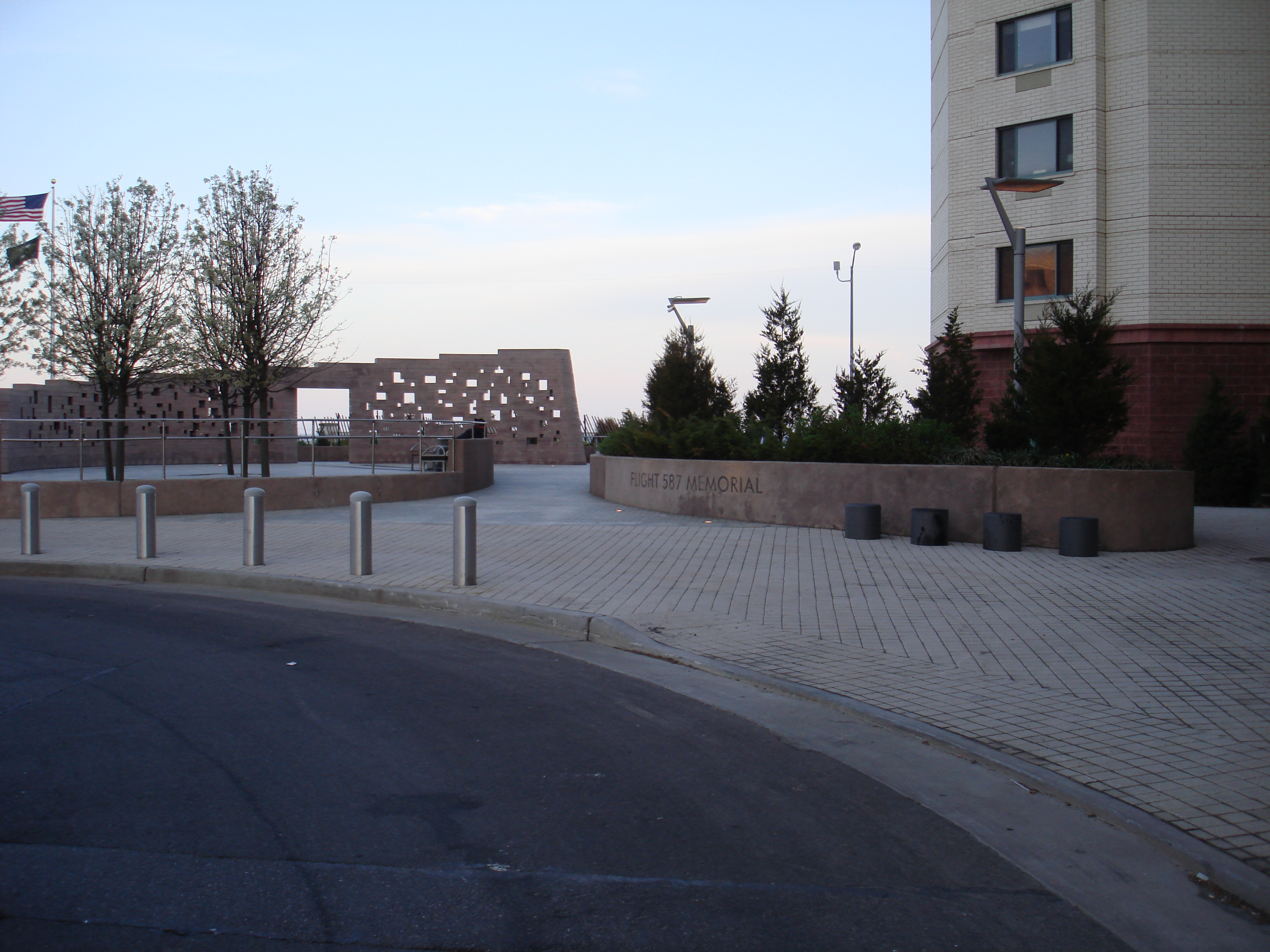
El monumento conmemorativo del vuelo 587 de American Airlines en Rockaway Park.

Se construyó un monumento conmemorativo en Rockaway Park, la comunidad contigua a Belle Harbor al este, en memoria de las 265 víctimas del accidente. Está situado junto a Rockaway Beach y Boardwalk en el extremo sur de Beach 116th Street, una importante calle comercial de la zona. Se inauguró el 12 de noviembre de 2006, el quinto aniversario del accidente, en una ceremonia a la que asistió el entonces alcalde de la ciudad de Nueva York, Michael Bloomberg. Cada 12 de noviembre se celebra en el monumento una ceremonia en conmemoración del desastre, en la que se leen los nombres de las personas que fallecieron a bordo del avión y en tierra, y se guarda un momento de silencio a las 9:16 a. m., la hora estimada del accidente. El muro conmemorativo, diseñado por el artista dominicano Freddy Rodríguez y Situ Studio, tiene ventanas y una puerta que mira hacia el cercano océano Atlántico y en ángulo hacia la República Dominicana. Está inscrito con los nombres de las víctimas.Encima del monumento hay una cita, tanto en español como en inglés, del poeta dominicano Pedro Mir: "Después no quiero más que paz".
En una ceremonia celebrada el 6 de mayo de 2007 en el Cementerio de Woodlawn del Bronx, 889 fragmentos no identificados de restos humanos de las víctimas del accidente fueron sepultados en un grupo de cuatro criptas de mausoleo.

## Filmografía
El accidente ha sido tratado en el quinto episodio de la decimotercera temporada del programa canadiense Mayday: catástrofes aéreas, titulado La catástrofe de Queens, transmitido en National Geographic Channel.
También fue presentado en el programa de televisión Segundos catastróficos en el episodio Accidente aéreo en Queens, también transmitido en National Geographic Channel.
El programa de la BBC Horizon también creó un episodio sobre el accidente.